# 박희순 루치아
박희순(朴喜順, 1801년 ~ 1839년 5월 24일)은 조선의 천주교 박해 때에 순교한 한국 천주교의 103위 성인 중에 한 사람이다. 세례명은 루치아(Lucia)이다.

## 생애
박희순 루치아는 한양의 한 부유한 집안에서 태어났다. 그녀에게는 같은 데에서 태어난 언니 박큰아기 마리아가 있었다. 박희순은 미모가 출중하여 일찍이 왕궁으로 부름을 받아 순원왕후의 궁녀가 되었다. 그녀는 영리하고 유능하여 빠르게 승진했다. 그녀는 조선어와 청국어를 모두 읽고 쓰는데 매우 능했다. 한편으로는, 그녀의 미모가 문제 거리였다. 그녀가 15세 때, 17세의 순조 임금이 그녀를 보고서 미모에 매료되어 그녀를 유혹하려고 온갖 노력을 쏟았다.
궁녀는 일반적으로 그것을 영광으로 알았고 그들 중 대부분은 왕의 이목을 끌기 위해서라면 어떠한 고생도 마다하지 않았다. 그러나, 박희순은 왕비의 신임을 알고 있었으므로 큰 용기를 내어 그 유혹에 빠지지 않았다. 궁궐에서는 그러한 소문이 돌았다. 후일에, 앵베르 주교도 그 이야기를 들었고, 이렇게 말했다. "그것은 용감하고 올곧은 행동이다. 그와 같은 사람은 그 전까지 조선에서 본 적이 없었다."
그녀는 30세가 넘어서 천주교를 접했다. 천주교가 알려지고 그녀에게 광대한 빛으로 다가왔으므로, 그녀는 궁궐에서의 생활에 만족하지 못하게 되었고 삶에 있어서 보다 숭고한 의미를 찾았다. 그녀는 그것을 더 잘 알고 믿기 위하여 교리를 더 깊게 공부하기를 원했다. 그러나, 궁궐은 사치와 미신으로 인해 진리의 실천을 위한 장소가 없었다. 그 당시, 궁녀는 매우 심각한 이유를 제외하고는 죽을 때까지 궁궐에서 사는 것이 관습이었기 때문에, 그녀가 그곳을 빠져나오기란 어려운 일이었다. 그러나 그녀는 교회의 가르침을 따라 여생을 보내기로 결심했고, 병을 가장하여 마침내 출궁 허가를 받았다.
그녀의 부친은 교회를 완강히 반대했고 그녀가 집에 기거하려는 것을 거절하였으므로, 그녀는 조카의 집에서 살아야 했다. 그녀는 온갖 허식과 사치를 거절했고 검소한 생활 방식을 택했다. 그러함은 그녀의 조카와 그의 가족들에게 모범이 되어 그들을 교회로 이끌었고 그들은 세례를 받게 되었다.
그 무렵 그녀의 언니 박큰아기도 그 집으로 살러 왔다. 그녀의 개종 배경은 알려지지 않았지만, 그녀의 동생의 영향이 있었음은 분명했다. 박해가 발발하자, 그들은 모두 침착하게 살 궁리를 했지만, 1839년 4월 15일, 조정의 폭압을 피할 계획을 세우던 찰라에 포졸들이 집을 급습했다. 박희순은 밖으로 나가 그들을 맞이하고 집 안으로 들여 술과 음식을 대접했다. 그녀는 당황한 가족과 교우들에게 이렇게 말했다. "하느님의 허락 없이는 어떠한 일도 일어나지 않습니다. 이것은 하느님의 뜻이므로, 우리 모두 기꺼이 받아들입시다."
박희순과 그녀의 언니를 포함하여 체포된 천주교 신자들은 모두 의기양양하게 감옥으로 향했다. 그들은 미래에 어떤 일이 벌어질지 알고 있었지만, 이상하리만치 두려워하지 않았다.
궁녀 중에 한 명이 체포되었다는 소식 소식은 급속히 퍼졌다. 궁궐에서 한 교지가 내려졌다. "만일 어떤 현직 궁녀나 전직 궁녀에 대해 불리한 증거가 있다면, 그들은 궐에 신고가 있은 후에 체포된다." 박희순은 궁녀였기 때문에, 무자비한 고문을 받았다.
포장이 그녀에게 소리쳤다. "궁녀라면 다른 여성들보다 더 많이 배웠을 텐데, 어째서 너는 그 그릇되고 비열한 종교를 믿을 수 있느냐?" 그녀가 대답했다. "저희는 이것을 그릇된 종교라 여기지 않습니다. 하느님께서는 하늘과 땅의 모든 것을 창조하셨고 사람들에게 생명을 주셨으므로, 그분을 찬미하고 숭배하는 것은 당연한 일입니다. 하느님을 숭경하는 일은 모든 사람의 의무입니다."
포장은 "천주교를 포기하고 다른 신자들의 이름을 대라."고 요구했다. 그러나 그녀는 이렇게 대답했다. "하느님은 저의 창조주이시며 아버지이십니다. 무슨 일이 있어도 저는 그분을 버릴 수 없습니다. 또한 그분께서는 저희에게 다른 사람을 해하지 말라고 하셨으므로, 저는 교우의 이름을 댈 수 없습니다."
포장은 그녀에게서 요구된 답변을 얻어낼 수 없음을 깨닫고 그녀와 그녀의 언니를 형조로 이송시켰다. 형조 감옥에서 그녀는 각각 30대의 곤장을 포함한 세 차례의 고문을 더 받았다. 그녀의 살이 찢어져 피가 흘렀으며 다리뼈가 튀어나왔고, 결국 한쪽 다리가 부러졌다. 그녀는 그녀의 머리카락으로 상처를 닦아내며 말했다. "이제야 저는 주 예수님과 성모 마리아의 고통을 약간이나마 알게 되었습니다." 그녀는 자신의 고통을 밖으로 드러내지 않았다. 아무리 극심한 상처가 났어도, 그것들은 며칠 내로 완전히 치유된 것으로 보였고 모든 사람들을 놀라게 했다. 판서와 형졸들은 그것을 요술로 보았다. 죄수들이 배교할 가망이 없음을 깨달은 판서는 이렇게 보고했다.
| “ | 박희순과 그녀의 동료들은 밤낮을 가리지 않고 그릇된 생활을 계속했습니다. 그들의 소행은 사악하며 위선적입니다. 그들의 말과 침묵은 모두 미신이며 요술입니다. 그들은 말과 몸짓으로 저주 밖에는 하는 것이 없습니다. 그들은 뉘우치기를 거부하니 죽어야 마땅합니다. | ” |

감옥에서 박희순은 주의 사도가 되어 죄수들을 가르쳤고, 슬퍼하는 이들을 위로했으며 근심과 의심 중에 있는 교우들에게 용기를 주었다.
그녀는 순교할 준비가 되었다. 수감 생활은 극도로 힘들었지만, 그녀는 어서 주의 곁으로 가기를 열망했다. 하루는 그녀가 형리를 불러서 말했다. "한가지 부탁이 있습니다. 저의 목을 베실 때에 겁내지 마십시오. 단칼에 자르셔야 합니다."
그녀와 마찬가지로 박큰아기 역시 엄청난 상처를 입고 사형 선고를 받았다. 그러나 형법은 한 가족에서 두 명 이상을 같은 날에 처형하는 것을 금지하고 있었으므로, 그녀와 그녀의 언니는 서로 분리되었다.
1839년 5월 24일 박희순이 처형을 받기 위해 감옥을 떠나던 때, 다른 죄수들에게 이렇게 말했다. "우리 모두 천국의 영광을 얻기 위해 순교의 길을 갑시다." 그녀는 사형장으로 가는 줄곧 기도하며 평정심을 잃지 않았다. 그녀는 망나니의 칼을 받고 하느님의 곁으로 갔다. 그 때 그녀의 나이 39세였다.
박큰아기는 9월 3일까지 네 달을 더 기다려 54세의 나이로 처형당하므로, 그녀 또한 주를 위해 자신의 피를 뿌렸다.

## 시복 · 시성
박희순 루치아와 박큰아기 마리아는 1925년 7월 5일에 로마 성 베드로 광장에서 교황 비오 11세가 집전한 79위 시복식을 통해 복자 품에 올랐고, 1984년 5월 6일에 서울특별시 여의도에서 한국 천주교 창립 200주년을 기념하여 방한한 교황 요한 바오로 2세가 집전한 미사 중 이뤄진 103위 시성식을 통해 성인 품에 올랐다.

## 참고 문헌
- (영어) Catholic Bishop's Conference Of Korea. 103 Martryr Saints: 박희순 루치아 Lucia Pak Hui-sun[깨진 링크(과거 내용 찾기)]